# Gods of Light
Gods of Light – album koncertowy brytyjskiej grupy Camel wydany w 2000. Jest oficjalnym bootlegiem zespołu. Zawiera materiał z koncertów z lat 1973–1975.

## Lista utworów
1. "Gods of Light Revisited" (16:11) – Bardens
2. "White Rider" (8:54) – Latimer
3. "Lady Fantasy" (11:35) – Camel
4. "Arubaluba" (6:52) – Bardens
5. "Excerpts from the Snow Goose" (27:20) – Bardens, Latimer

## Twórcy
- Andrew Latimer – gitara, śpiew
- Peter Bardens – instrumenty klawiszowe, śpiew
- Andy Ward – perkusja
- Doug Ferguson – gitara basowa, śpiew